# Court-Saint-Étienne
Court-Saint-Étienne (en való Coû-Sint-Stiene) és un municipi belga del Brabant Való a la regió valona. Està formada per les localitats de Wisterzée, Sart-Messire-Guillaume, La Roche, Mérivaux, Suzeril, Faux, Limauges, Beaurieux, Franquenies, Le Chenoy i Tangissart. El poble es troba a la confluència de l'Orne, del Thyle i del Dijle.

## Agermanaments
- Vaujours
- Fregona